# Othniël Raterink
Othniël Raterink (Winterswijk, 7 april 2006) is een Nederlands voetballer die door Bayer 04 Leverkusen van De Graafschap wordt gehuurd. Hij is de jongere broer van Elie Raterink.

## Carrière
Othniël Raterink speelde in de jeugd van FC Trias en De Graafschap. Hij debuteerde in het betaald voetbal voor De Graafschap op 26 april 2024, in de met 3-0 gewonnen thuiswedstrijd tegen MVV Maastricht. Hij kwam in de 84e minuut in het veld voor Donny Warmerdam. Een maand later tekende hij zijn eerste contract bij De Graafschap, tot medio 2027. In het seizoen 2024/25 werd hij verhuurd aan het Duitse Bayer 04 Leverkusen, waar De Graafschap een samenwerkingsverband mee heeft. Hier speelde hij in het onder-19-elftal, maar zat hij ook eenmaal in de selectie van het eerste elftal, in de met 0-1 gewonnen bekerwedstrijd tegen Carl Zeiss Jena.

### Statistieken
| Seizoen                     | Club                  | Land           | Competitie     | Competitie | Competitie | Beker | Beker | Totaal | Totaal |
| Seizoen                     | Club                  | Land           | Competitie     | Wed.       | Dlp.       | Wed.  | Dlp.  | Wed.   | Dlp.   |
| --------------------------- | --------------------- | -------------- | -------------- | ---------- | ---------- | ----- | ----- | ------ | ------ |
| 2023/24                     | De Graafschap         | Nederland      | Eerste divisie | 1          | 0          | 0     | 0     | 1      | 0      |
| 2024/25                     | → Bayer 04 Leverkusen | Duitsland      | Bundesliga     | 0          | 0          | 0     | 0     | 0      | 0      |
| Carrièretotaal              | Carrièretotaal        | Carrièretotaal | Carrièretotaal | 1          | 0          | 0     | 0     | 1      | 0      |
| Bijgewerkt op 21 april 2025 |                       |                |                |            |            |       |       |        |        |